# Pseudagrion seyrigi
Pseudagrion seyrigi – gatunek ważki z rodziny łątkowatych (Coenagrionidae).